# Komunistyczna Partia Czechosłowacji (1995)
Komunistyczna Partia Czechosłowacji (cz. Komunistická strana Československa - KSČ), mała czeska partia komunistyczna powstała w 1995, do 1999 działająca pod nazwą Partia Czechosłowackich Komunistów (Strana československých komunistů).
KSČ uważa się za jedyną prawdziwą kontynuatorkę Komunistycznej Partii Czechosłowacji rządzącej w kraju do 1989. Z tego powodu też kontynuuje numerowanie swoich zjazdów. Partia powstała, ponieważ niektórzy działacze Komunistycznej Partii Czech i Moraw (Komunistická strana Čech a Moravy) uznali, iż KSČM jest w swych działaniach zbyt mało radykalna. Przewodniczącym partii był Miroslav Štěpán, przed rokiem 1989 sekretarz praskiego komitetu KPCz (najważniejsza funkcja partyjna w Pradze).
Komunistyczna Partia Czechosłowacji odwołuje się do marksizmu-leninizmu oraz stalinizmu oprócz tego nawołuje do zaprowadzenia w Czechach dyktatury proletariatu. KSČ wydawała miesięcznik Československý komunista/JISKRA (Czechosłowacki komunista).
W 2001 nastąpił w ugrupowaniu rozłam, w wyniku którego powstała Komunistyczna Partia Czechosłowacji - Czechosłowacka Partia Pracy, której przewodniczącym został Ludvík Zifčák. W tym samym roku Sąd Najwyższy Republiki Czeskiej odmówił zawieszenia działalności partii, wniosek o zawieszenie zawierał uzasadnienie niezdania sprawozdania finansowego za lata 1996–1997. W lutym 2006 odbył się XXI zjazd KPCz.